# سدریک پیولین
 سدریک پیولین (انگلیسی: Cédric Pioline؛ زاده ۱۵ ژوئن ۱۹۶۹) یک تنیس‌باز اهل فرانسه است.